# The Prince Edward Island Regiment (RCAC)
The Prince Edward Island Regiment (RCAC) ou PEIR, traduisible par « Régiment de l'Île-du-Prince-Édouard (CBRC), » est une unité des Forces canadiennes faisant partie du 36 Canadian Brigade Group dans le secteur de l'Atlantique de la Force terrestre sous le Commandement de la Force terrestre au sein de la Première réserve. La mention « RCAC » dans le nom du régiment signifie Royal Canadian Armoured Corps ou en français Corps blindé royal canadien (CBRC),. Le régiment est basé à Charlottetown dans les Queen Charlotte Armouries dans la province de l'Île-du-Prince-Édouard,. L'unité a aussi un escadron à Summerside.